# 高山城 (美濃国)
高山城（たかやまじょう）は、美濃国土岐郡高山（現・岐阜県土岐市土岐津町高山）にあった戦国時代の日本の城。土岐高山城とも呼ばれる。

## 構造
高山城は土岐川を見下ろす標高181mの全山泥板岩の三方が断崖絶壁の天然の要害を利用して築城された中世の山城である。
胸を突くような急坂を登ると、木戸跡・城門跡を通り出丸に出る。出丸は二の丸に続き、ここに大井戸の跡があった。本丸は二の丸より3m程高く、南の三の丸からの敵を防ぐために、高さ3mの櫓跡の土居があった。屋敷址の推定地は宅地開発されて現在は推定できない。

## 歴史
暦応年間(1338年～1342年)　土岐高山城は源光信の子源頼義の二男であり源光衡の従兄弟に当たる高山秀頼(伊賀守)により砦が築かれ（濃州小里記）、美濃国の中枢となった浅野、大富の土岐源氏の居館を守る要塞としての役割を果たしたと考えられる。
室町幕府成立とともに土岐光行の孫土岐頼貞が、美濃国守護に任命されると、高山氏は土岐氏と共に室町幕府に仕えた（太平記）。
天文21年（1552年）城主の高山光俊(伊賀守)が没したが子が無かったため後継する城主が居ない状態となり、早速、可児郡御嵩城主の小栗重則(信濃守)が高山城を攻めて占領しようとした。そのことを知った肥田民部から岩村城主の遠山景前に連絡があったので、景前は甲斐の武田信玄に早馬を送り相談した。信玄は平井頼母と後藤庄助を大将として、遠山三郎兵衛・遠山左衛門佐・遠山景行・小里光忠(出羽守)・その子の小里光明(内作)・小里助左衛門・小里右衛門太郎らを高山城へ向かわせた。
小栗重則(信濃守)も千人余で大富山に陣を取り川端に押し寄せた。遠山・小里・平井・後藤らは浅野村に陣を取り川を隔てて矢を射かけた。小栗は川を渡って戦い高山城に迫ったが小里親子と遠山景行の30余騎が馬上から鑓を執って真直ぐに進むと小栗勢が敗北したので川を越えて追った。大富山の下で小里出羽守が小栗の長臣を討取ると小栗は引き返したので、肥田村の天福寺の高根で70余りの首実検を行った。その後、逆に御嵩城は囲まれ落城し小栗重則は自害したという。その結果、御嵩城までが武田氏の勢力下に入った。後藤庄助は討死した。
弘治2年(1556年)　平井光行・頼母親子が武田信玄より高山城を与えられ城主となった。(濃州小里記)
元亀元年(1570年)　秋山虎繁が率いる武田勢が、恵那郡の上村に侵入し、三河へ進もうとした際に、平井光行は遠山・徳川方として上村合戦に参戦したが、武田方の捕虜となり処刑された。
天正2年(1574年)2月2日、武田勝頼の軍勢が高山城を攻め略奪放火。兵700人にて守備したが落城し平井頼母は逃亡した。総勢800人余りが戦死した。(甲陽軍鑑・美濃国諸舊記・信長公記)
天正3年(1575年)　織田信長は、武田勢が占領した岩村城からの防衛のため、高山城に森長可を差し置き、頼母は兵700余人で備えた。(美濃諸舊記)
天正10年(1582年)6月 本能寺の変が勃発した時に、平井頼母・木曽義昌・遠山友政・肥田玄蕃らは、森長可の剛勇おそれて、川中島からの帰路に木曽福島にて待ち伏せし、二陣は中津川にて討取することを謀議したが失敗した。
天正11年(1583年)1月　　平井頼母は森長可に降伏して金山城へ赴き、森長可の組下となり、高山与力衆は忠誠を誓い、高山城を修理して明け渡した。同年　森長可の重臣の林為忠(長兵衛)が城代となり、高山村に慈光山常照寺を開基した。
天正12年(1584年)3月　小牧・長久手の戦いが勃発し、平井頼母の子の源之進・長太夫・十平と高山与力衆の兵が出陣したが、十平は討死。森長可が戦死したため、高山城は徳川氏家臣の石川数正に攻められ頼母は逃れ城と領地を失った。
天正12年(1584年)10月22日　徳川方の石川数正が高山城を攻撃し占領。町屋を略奪放火して森忠政の襲撃に備えた。豊臣秀吉と織田信雄の和睦により、高山城は森忠政が取り戻し、森氏家老の林為忠が城代となり、頼母は高山城下の下屋敷に居住したようである。
天正13年(1585年)3月29日　平井頼母が没した。岐阜県恵那市明智町吉良見に墓がある。林為忠により謀殺されたのではないかという説がある。
慶長5年(1600年)2月 岩村城主の田丸直昌(中務)が木原清兵衛を城代とした。
慶長5年(1600年)9月3日　関ヶ原の戦いの前哨戦である東濃の戦いで東軍に属した妻木頼忠(雅楽助)は、高山城に籠る西軍の田丸勢を土岐口畷、上田山の夜襲、辛沢合戦などで勝利し高山城が落城。妻木頼忠が徳川家康から高山城を貰い受けた。
慶長20年(1615年)8月7日に発令された一国一城令により、その後高山城は廃城とされた。

## 高山城戦国合戦まつり
毎年、10月初旬の第一日曜日に、高山城戦国合戦まつりが開催されている。

## 岐阜県環境保全モデル森　土岐高山城跡の森
平成24年3月に岐阜県は「第二期　岐阜県森林づくり基本計画」を策定した。それに基づき、特に人の暮らしが森林から離れ荒廃が進む里山林において、生物多様性の保全など環境への配慮と森林資源の活用による新たな里山再生手法のモデルを確立するために、県内で５か所の環境保全モデル林を整備する計画で土岐高山城跡の森はその３番目のモデル林として採択された。

## 歴代城主
- 高山伊賀守秀頼(初代)
- (不詳)
- (不詳)
- (不詳)
- (不詳)
- 高山伊賀守光俊(6代)
- 平井宮内少輔光行
- 平井頼母
- 森長可
- 森忠政
- 田丸直昌(城代:木原清兵衛)
- 妻木頼忠(城代:中垣助右衛門)
- 妻木頼利
- 妻木頼次

## アクセス
JR中央本線・土岐市駅下車、徒歩約20分